# Heinz-Jürgen Voise
Heinz-Jürgen Voise (* 8. Dezember 1954) ist ein ehemaliger deutscher Fußballspieler und -trainer.

## Laufbahn
Heinz-Jürgen Voise, der aus der Jugend der Stuttgarter Kickers stammte, konnte in der Saison 1973/74 seinen ersten Profieinsatz absolvieren. Sein Profidebüt gab er am 9. März 1974 gegen den SV Darmstadt 98 in der damals zweithöchsten Spielklasse, der Regionalliga Süd. Nach 126 Spielen für die erste Mannschaft der Kickers wechselte der Verteidiger 1982 zur SpVgg 07 Ludwigsburg. In den nächsten Jahren noch als Spielertrainer für den TSV Münchingen und den SV Bonlanden tätig.
Nach seiner aktiven Zeit als Fußballer blieb er dem Fußball erhalten und trainierte den TV Darmsheim, TSV Wäldenbronn-Esslingen und den TV Echterdingen.